# 黒い雨にうたれて
『黒い雨にうたれて』（くろいあめにうたれて）は、中沢啓治による漫画作品。1968年に発表された。被爆者である中沢が初めて原爆をテーマに描いた作品で、『はだしのゲン』に至る広島原爆を扱った作品の先駆をなす。
のちに中沢自身の企画・制作により同タイトルのアニメーション映画（ストーリーは漫画版と異なる）が制作され、1984年8月12日に公開された。

## 解説
被爆者である中沢は、1962年に商業漫画家としてデビューしてからも原爆について作品で扱うことはなかった。これは東京で被爆者に対する差別的な視線を知ったことが原因だった。しかし、1966年に死去した母の火葬後に遺骨が灰のような形でしか残らなかったことやアメリカのABCC（原爆傷害調査委員会）から火葬前に遺体の解剖を求められたことに衝撃を受け、原爆と向き合うことを決意する。それを契機に執筆したのが本作であった。完成した原稿を各出版社に持ち込むが、1年ほどの間、どこの出版社からも掲載を断られた。1968年に芳文社の『漫画パンチ』5月29日号に「特別長編」として掲載が実現する。このとき、編集長からは自分たちはCIAに捕まるかもしれないと言われたが、中沢は「喜んで捕まりますよ」と返答したという。中沢は作品の最後に「この一編を読んで読者のあなたが少しでも原爆を認識してくだされば原爆を受けた作者として幸いです」と署名入りで記している。本作は、後述する短編集のほか、大村克巳『「はだしのゲン」創作の真実』（中央公論新社、2013年）の157 - 186頁にも収録されている。
他の漫画家や他社の編集者から本作は好評を得て、編集長からの依頼により中沢は「黒い川の流れに」「黒い沈黙の果てに」「黒い鳩の群れに」といった“黒いシリーズ”を描くことになる。中沢は後述する本作を含む短編集に寄せた文章で、本作を「『はだしのゲン』の原点になった作品」と記した。

## 物語
殺し屋の神（じん）は、アメリカ人が標的の仕事しか受けないことで知られていた。それだけではなく、洋酒も飲まず、「アメリカに毒された風俗」をも嫌悪していた。その神に広島市での仕事が持ち込まれる。広島に赴いた神は、物見遊山で広島平和記念公園を歩きながらガムを吐いたアメリカ人を殴り倒した。そのあと、タクシーにひかれそうになった少女を助け、その自宅を訪問する。少女（「平和」という名前）は目が見えなかった。少女の父親は少女が死んでくれればいいと話し、昼間から焼酎を飲んでいた。その態度を注意した神に対して父親は、少女の母が原爆症で死に、自身も癒えることのない原爆症に対して国からはわずかな補償しかなく、自分が死んで残せるのは少女に移植できる角膜だけだと話す。前の仕事で奪った金を渡そうとした神に、父親は自分たちの気持ちが分かるわけがないという理由で施しを拒むが、神はケロイドでただれた腕を見せ、自分も同じ被爆者で助け合うしかないと諭す。神は頼まれた仕事を実行し、相手のアメリカ人に「被爆した自分は原爆症で死ぬと分かったので外国人専門の殺し屋になった」と明かして被爆後の惨状を話して聞かせたが、相手が死ぬ間際に投げたナイフに刺される。血を流しながら少女の家にたどり着いた神は、自分の角膜を少女に与えるから二度と日本が戦争を起こさず原爆を落とされないよう見張ってほしいと言い残して絶命した。物語は少女の角膜移植が成功した場面で終わる。

## 書誌情報
- 『中沢啓治著作集(2) 黒い雨にうたれて』ディノボックス、2005年
  - 本作のほか、「黒い川の流れに」「黒い沈黙の果てに」「黒い鳩の群れに」「黒い蠅の叫びに」「黒い糸」「ある日突然に」「われら永遠に」「黒い土の叫びに」を収録[8]。表紙のイラストは収録作に登場する子どもたちが成長した姿であると中沢は記している[7]。

## アニメ映画版
漫画版と同じく、戦後の社会を生きる被爆者を主人公としながらも、登場人物やストーリーは全く異なるものになっている。「アメリカへの復讐を図る」登場人物（本作の場合は、アメリカ兵を梅毒に罹患させようとする女性）がいる点は共通するが、そのほかにも複数の被爆者がそれぞれの立場で生きる姿が描かれている。被爆者が自身の角膜を死後に子どもに移植させるというプロットは漫画版と共通している。

### あらすじ（映画版）
1945年8月6日午前8時15分、アメリカ軍により原爆が投下され、広島の街は一瞬にして瓦礫と化し、多くの死傷者で溢れかえった。被爆した小学生・岩田武司は、無惨な遺体や重傷者を目の当たりにしながら家族の遺体と対面する。悲しみに暮れる間もなく武司は空から降ってきた放射能を含む黒い雨に打たれながら、地獄のような市街地から何とか逃げ出す。その後武司は同世代の被爆孤児(近藤百合、滝村友子、石岡昭三)と出会い、それぞれ苦労を重ねてたくましく成長する。
数十年かけて広島の街は復興し、働き盛りの武司はスナック「赤馬」のマスターとなっていた。一時広島を離れていた百合は、盲目の幼い息子・真一を連れて地元に戻り、武司たちとの再会を喜ぶ。友子の弟でチンピラの滝村順二は被爆二世で、ある日出会った家出娘・本多英子もまた被爆二世だった。元恋人の子を妊娠する英子は、原爆症の遺伝への不安から、生むべきか否か答えを出せずにいた。
友子の自宅に身を寄せた英子は「赤馬」で働き始め、武司たち被爆者が今でも差別や偏見と闘いながら生きていることを知る。順二は英子から妊娠を打ち明けられるが、自身の子供時代の差別体験から「堕胎した方がいい」と助言する。堕胎費用を工面する順二は、所属するヤクザ組織から前払いで金をもらう代わりに幹部殺しを命じられる。順二は任務を遂行するも、組に裏切られて銃で撃たれた後、瀕死の状態で英子にもとに向かい金を渡して息絶える。
以前から原爆症に苦しんでいた百合は、昭三に「うちが死んだら角膜を真一に移植してほしい」と言付ける。後日吐血した百合は病院に運ばれるが、真一に「ピカなんかに負けず強う生きるんよ」と告げて絶命する。昭三は医師に真一への角膜移植を依頼するが、百合の角膜は放射能に冒されており、断念せざるを得なかった。順二と百合を相次いで亡くした武司は、未だに核開発をする国々やアメリカ人への怒りがさらに大きくなる。
雨の夜、武司は「赤馬」でトラブルを起こしたアメリカ人男と取っ組み合いのケンカとなる。武司は長年のアメリカ人への憎悪をぶつけるようように相手を殴るが、男は隠し持っていたナイフで武司の胸を刺して店を出ていく。死を悟った武司は、直後に店に来た友子に「俺の角膜を真一に移植してくれ」と告げて息を引き取る。その後真一の角膜移植手術が行われ、駆けつけた昭三たちに医師から手術成功が告げられる。武司たちの生き様を見てきた英子は、原爆の生き証人を絶やさぬため子供を生み育てることを固く決心する。

### キャスト
岩田武司
演 - 大林丈史
薬研堀(広島市内の歓楽街)にあるバー「STAND・赤馬」のマスター。40代前半。小学生の頃に原爆により母と妹を失い、その後は孤児院で育った。アメリカ人に強い恨みを抱いているため、店のドアの表に英語で“アメリカ人お断り”を表記している。原爆投下直後の地獄のような光景を見たこともあり、何事にも動じない頼りになる性格。普段は冷静で穏やかだが、被爆者に差別的な言動をする日本人や、たまに強引に入店してくるアメリカ人などには強い口調や荒々しい態度で対応する。母と妹の遺体発見場である防火用水跡地に、終戦直後にキョウチクトウを植えて数十年間育ててきた。
滝村順二
演 - 西城秀樹
広島出身の被爆二世で、10代後半ぐらいの若者。ヤクザ組織・笹原組の準構成員をしながら、夜はホテル前で車の運転手らしきバイトをしている。気が短い性格で素行もあまり良くないが、普段は陽気でどこか憎めない所がある。大型バイクを愛用し、信号無視をするなど運転が荒い。一応姉・友子と同居しているものの、ここ最近はほとんど帰っておらず他所で寝起きしている。武司のバー「赤馬」に時々訪れているため、百合たちとも親しい。小学生時代に被爆二世であることを理由に、被爆者でない生徒たちやその母親などから差別や偏見を受けていた。
本多英子（えいこ）
演 - 潘恵子
東京から広島にやって来た20代前半ぐらいの女性。両親は広島で被爆したあと東京に移住し、その後自身が被爆二世として生まれた。両親は既に原爆症で亡くなっている。冒頭で母の故郷に向かっていた所、順二と出会い親しくなる。原爆二世ということが原因で恋人と破局したが、相手の子を妊娠中。現在のところ自身に原爆症の症状はないが、「将来お腹の子や孫にも遺伝するのでは？」と強い不安を抱いている。武司たちとの交流を通じて、被爆者が抱える苦悩や精神的なたくましさを知っていく。
近藤百合
演 - 中西妙子
武司と同じく被爆者で、子供の頃から親しくしている(被爆後に出会った模様)。息子・真一と3年間暮らした横浜から戻ってきて間もない状態。現在は広島市中区中島町在住で、広島市内や岩国市でアメリカ人専門の娼婦として働く。以前から原爆症の発作に悩まされると同時に梅毒にもかかっている。原爆を落としたアメリカ人男たちに強い恨みを抱き、“1000人に梅毒をうつす”という方法で復讐を実行中。かなり気が強い性格で時にヤクザ相手にドスの利いた声で凄むこともあるが、普段は非常に思いやりのある子煩悩な人物。
滝村友子
演 - 島村佳江
順二の姉。武司、百合と被爆当時から親しくしている(被爆後に出会った模様)が、2人より少し年下。原爆症で亡くなった母の代わりに順二の面倒を見てきたが、素行の悪い弟に手を焼いている。体の右上部(顔から胸のあたりまで)の広範囲にケロイドがあり、普段は長い前髪で顔のケロイドを隠している。娼婦をして必死に生活費を稼いできたが、相手が差別的な言動をした時は敢えて部屋を明るくしてケロイドを見せつけて怖がらせている。武司に片思いしており、後日顔などのケロイドを治す手術を受ける。
石岡昭三
演 - 政宗一成
武司の孤児院時代からの友人。実際には被爆直後に比治山で武司と偶然出会い、同じ孤児院で育った。ヤクザの鉄砲玉として3人殺し、長い間刑務所暮らしを経験し、昨年出所してきたばかり。現在は“うちやま組”のヤクザだが、元被爆孤児ということが原因で未だに三下の扱いを受けている。これまで百合とは面識はなかったが、街頭にいる娼婦のショバ代の回収時に出会う。この時の様子から百合の死期が近いことに気づき、彼女を見守り始める。孤児院時代にお経を覚えたことから唱えることができる。
真一
演 - 鈴木富子
百合の息子で、生まれつきの全盲。年は小学1年生ぐらいだが、目の障害により学校に入学できていない。目が見えるようになることと、小学校に通うことを願っている。素直な性格だが、目が不自由で幼いこともありいつも百合に甘えている。ちなみに百合からは、「赤色は、体の中を流れる人間の一番大切な血の色」と教えられてきた。
はな
演 - 大原穣子
百合の自宅の隣に住む老婆。被爆直後に夫と幼い孫を亡くし、同じく被爆した娘を半年後に原爆病で亡くしている。武司や百合と同じく、アメリカ人に強い怒りの感情を持っている。現在は真一を連れて広島平和記念公園に訪れ、アメリカ人旅行客相手に被爆時の話をして小遣い稼ぎしている。ただし、旅行者から多く金をもらうために真一を“私の孫”、武司が育てたキョウチクトウを“わした育ててきた”ということにしてエピソードを話す。
ツアーガイドのおじさん
演 - 田中亮一
アメリカ人旅行者たちを広島平和記念公園に案内する。公園にある原爆死没者慰霊碑の前で慰霊碑に納められた過去帳や、平和の灯や整備された池について詳しく説明する。外国人から真一の写真を拒もうとする老婆に、数枚の札を渡しで怒りを鎮める。
勝田
演 - 柴田秀勝
笹原組幹部。ある日連れのヤクザと「赤馬」に客として訪れ、店員の英子相手にトラブルになり、止めに入った百合、武司と一触即発となる。
笹原
演 - 北村弘一
笹原組組長。これまで幹部と共に、身寄りのない原爆孤児を鉄砲玉として利用し、気に入らないヤクザたちを殺して笹原組を大きくしてきた。勝田を邪魔な存在に思うようになり、順二に勝田殺しを命じる。
銀造
演 - 池田勝
笹原組幹部。笹原から特に信頼されており、よく行動を共にしている。金が必要になった順二を組長に引き合わせ、勝田殺しの段取りを説明したあと金の半分を前渡しする。
2人組のアメリカ人
演 - 蟹江栄司
ある日やって来る「赤馬」の迷惑客。「赤馬」の入り口にある「アメリカ人お断り」のプラカードを見た上で店に入って来る。武司を“ジャップ”呼ばわりしたり、「あの原爆投下は戦争を早く終わらせるためだった」と主張し、彼と口論となる。
拳銃を売るアメリカ人
演 - 八奈見乗児
緊急で金が必要になり、拳銃を5万円で売るため「赤馬」に訪れる。武司が要求に応じようとしないため英子を人質に取り、金を出すよう脅す。
市会議員
演 - 田中康郎
とある県から広島に視察に来た議員。宿泊ホテルの駐車場でバイト中の順二に一晩相手をしてくれる女性の手配を依頼する。
デモ隊
演 - 田中亮一
デモのリーダーで、スピーカーで「アメリカ(米軍)は岩国から出て行け」などのスローガンを叫ぶ。反対車線で街宣活動中の順二たちとすれ違う中、デモ隊がスローガンを復唱しながら「核反対!」などのプラカードを掲げて車道を行進する。
娼婦
演 - 頓宮恭子
生活費や病気の子供の治療費のため夜の街で働いている。稼ぎが少ないある夜ヤクザ（昭三）にショバ代を持っていかれたため、悪態をつく。
義男
演 - 田中秀幸
英子の回想シーンに登場。英子の元恋人。東京在住。英子の両親が原爆病で亡くなっていることを知った上で交際していた。英子との結婚や子供を授かることを望んでおり、彼女と関係を持った。誠実で爽やかな性格。
義男の父
演 - 矢田耕司
英子の回想シーンに登場。被爆者や原爆病に偏見を持っている。義男から英子の両親のことを知った後息子に内緒で彼女と会い、交際には反対しないが子供を作らないよう告げる。
百合(少女時代)
演 - 中野聖子
百合の回想シーンに登場。原爆が投下直後に自宅に戻った所、倒壊して火に包まれた家から身動きが取れなくなった両親と最後の言葉を交わす。
昭三(少年時代)
演 - 菊池英博
武司の回想シーンに登場。比治山で武司と出会った後、原爆による火災から逃げてきた重症者・遺体を目の当たりにする。両親と弟がいたが、被爆時に一緒に逃げた母をほどなくして亡くし、父と弟の死体は川から海に流れた模様で見つかっていない。

### スタッフ
- 原作・企画・製作：中沢啓治
- プロデューサー：原田一男
- 監督：白土武
- 脚本：原源一、中沢啓治、白土武
- 音楽：喜多郎
- 総作画監督：宇田川一彦
- キャラクターデザイン：弘兼憲史、金沢比呂司
- 美術監督・美術設定：天水勝
- 音響監督：明田川進
- 音響効果：倉橋静男（東洋音響）
- 撮影監督：高橋明彦
- 編集：岡安肇
- 製作担当：二川喜久男
- 音楽プロデューサー：南里高世
- 主題歌：岩﨑元是・西口久美子　「英子の子守唄」　作詞：南里元子　作曲：喜多郎　サウンド・デザイン・レコード
- アニメーション制作：土田プロダクション
- 制作：ゲンプロダクション

### 劇中歌
「暁に祈る」
作詞：野村俊夫／作曲：古関裕而／原曲は、1940年に伊藤久男が歌唱した。
順二が英子と揉めて彼女を追いかけようとした所、パトロール中の警察署が現れたため、彼がこの歌を歌ってその場を誤魔化す。
「故郷」
作詞：高野辰之／作曲：岡野貞一／原曲は、1914年に発表された唱歌。
被爆直後の昭三が比治山で武司と出会った後、目の前で多くの遺体を前に泣きながらこの歌を歌う。、
「めだかの学校」
作詞：茶木滋／作曲：中田喜直／原曲は、1951年に発表された童謡。
食事を終えてレストランから出てきた真一、百合、昭三が、楽しそうにこの歌を歌う。
「中国地方の子守唄」
岡山県西南部辺りに伝わる子守唄。
ある夜、英子が真一を抱きかかえながらこの唄で寝かしつける。

### ラスト
本作のラスト(エンドロール直前)は、原作者・中沢啓治による下記の文章で締めくくられている。

### 映像ソフト
- VHS・株式会社・映音　品番：EN-3004
- VHS・株式会社ジャパンホームビデオ 品番：KL-2050
- DVD・NBC ユニバーサル・エンターテイメントジャパン 品番：GNBA-7056